# Grande rei
O título de "grande rei" (sarru rabu, em persa) foi utilizado pelos soberanos persas ao menos desde o século VI a.C., o que lhes atribuía uma grandeza similar à de augusto no Império Romano. Ocasionalmente eram usados os títulos "rei dos reis" (sar sarrâni)  ou "senhor dos reis".  